# Säkylä
Säkylä is een gemeente in de Finse provincie West-Finland en in de Finse regio Satakunta. De gemeente heeft een landoppervlakte van 406,85 km² en telt 6.619 inwoners (2022).